# Радзаново-Дембники
Радзаново-Дембники (пол. Radzanowo-Dębniki) — село в Польщі, у гміні Радзаново Плоцького повіту Мазовецького воєводства.
Населення — 240 осіб (2011).
У 1975-1998 роках село належало до Плоцького воєводства.

## Демографія
Демографічна структура станом на 31 березня 2011 року:
|          | Загалом | Допрацездатний вік | Працездатний вік | Постпрацездатний вік |
| -------- | ------- | ------------------ | ---------------- | -------------------- |
| Чоловіки | 107     | 14                 | 79               | 14                   |
| Жінки    | 133     | 27                 | 72               | 34                   |
| Разом    | 240     | 41                 | 151              | 48                   |